# United News of Bangladesh
United News of Bangladesh (Bengali: ইউনাইটেড নিউজ অব বাংলাদেশ, UNB/ইউএনবি) è un'agenzia di stampa del settore privato del Bangladesh fondata nel 1988. Enayetullah Khan ha fondato l'UNB negli anni '80. È il primo servizio di stampa privato completamente digitalizzato nell'Asia meridionale.
L'UNB ha accordi di scambio di notizie con altre importanti agenzie di stampa e reti, come Associated Press, UNI, Xinhua, Kyodo, ANSA, Suomen Tietotoimisto e Agerpres.
L'UNB è membro di organismi internazionali come Organization of Asian and Pacific News Agencies, Commonwealth Press Union, Asian Mass Communication Research and Information Centre e AsiaNet.
UNB afferma di avere corrispondenti e reporter in ogni distretto del Bangladesh e di servire 20 milioni di persone ogni giorno.
Farid Hossain è il direttore di UNB. In precedenza ha ricoperto il ruolo di capo dell'ufficio per il Bangladesh dell'Associated Press. Ha anche ricoperto il ruolo di Ministro della stampa presso l'Alto commissariato del Bangladesh a Nuova Delhi con un contratto di due anni.

## Aree di lavoro
UNB fornisce copertura delle notizie del Bangladesh, dalla politica all'economia, dallo sviluppo ai disastri e altro ancora.
Di recente, UNB ha riunito un team per fornire una copertura multimediale completa degli eventi che si verificano in Bangladesh.